# Sapu (Gambia)
Sapu ist eine Ortschaft im westafrikanischen Staat Gambia.
Nach einer Berechnung für das Jahr 2013 leben dort etwa 497 Einwohner, das Ergebnis der letzten veröffentlichten Volkszählung von 1993 betrug 348.

## Geographie
Sapu liegt am südlichen Ufer des Gambia-Flusses in der Central River Region, Distrikt Fulladu West. Der Ort liegt rund 3,8 Kilometer nordöstlich von Brikama Ba und 1,5 Kilometer östlich von Saruja.
Hier ist die Sapu Agricultural Station beheimatet.

## Kultur und Sehenswürdigkeiten
Bei Sapu ist eine heilige und religiöse Kultstätte bekannt.